# Echo (televíziós sorozat)
Az Echo 2024-es amerikai szuperhős sorozat, amelyet Marion Dayre készített a Disney+ számára. A sorozat a Marvel Comics azonos nevű karakterén alapul. A főbb szerepekben Alaqua Cox, Chaske Spencer, Tantoo Cardinal, Devery Jacobs, Cody Lightning, Graham Greene, Zahn McClarnon, Vincent D’Onofrio és Charlie Cox látható.
Amerikában 2024. január 9-én mutatta be a Disney+ és a Hulu. Magyarországon 2024. január 10-én volt a bemutató a Disney+-on.
Ez a Marvel által készített tizedik televíziós sorozat, amely a Marvel-moziuniverzum (MCU) történéseihez tartozik, az első darab a Marvel Spotlight jelző alatt. A sorozat a Sólyomszem spin-offja.

## Cselekmény
A Sólyomszem New York-i eseményeit követően Maya visszatér szülővárosába, ahol szembenéz múltjával és újra kapcsolatba kell lépnie családjával az indián gyökereivel és a közösséggel.

## Szereplők

### Főszereplők
| Szereplő                   | Színész           | Magyar hang      | Leírás |
| -------------------------- | ----------------- | ---------------- | --- |
| Maya Lopez / Echo          | Alaqua Cox        | Pájer Alma Virág | Siket indián, mások mozgását képes lemásolni. A Melegítős egykori vezetője.                                                          |
| Henry "Fekete Holló" Lopez | Chaske Spencer    | Vadász Gábor     | Maya nagybátyja és William bátyja, aki egy helyi görkorcsolyapálya tulajdonosa, és még mindig kapcsolatban áll Fisk bűnbirodalmával. |
| Chula                      | Tantoo Cardinal   | Sztárek Andrea   | Lopez elhidegült nagymamája. |
| Matt Murdock / Fenegyerek  | Charlie Cox       | Lengyel Tamás    | Vak ügyvéd a New York-i Hell's Kitchenből. Éjjelente álarcos hősként, Fenegyerekként éli másik életét.                               |
| Bonnie                     | Devery Jacobs     | Dér Marus        | Egy "rugalmas és erős akaratú" személy, aki siket gyermekeknek segít. Lopez elhidegült unokatestvére.                                |
| William Lopez              | Zahn McClarnon    | Takátsy Péter    | Maya el apja, aki egykor a Melegítősök vezetője volt.                                                                                |
| Nasi                       | Cody Lightning    | Konfár Erik      | Lopez "jószándékú" unokatestvére, aki "jókedvű és jó természetű".                                                                    |
| Skully                     | Graham Greene     | Várkonyi András  | Lopez nagyapja, aki a város zálogházának tulajdonosa.                                                                                |
| Wilson Fisk / Vezér        | Vincent D’Onofrio | Rába Roland      | Egy New York-i bűnöző, aki Lopez nagybátyja, és aki felelős az apja haláláért.                                                       |

### Mellékszereplők
| Szereplő             | Színész                         | Magyar hang   | Leírás |
| -------------------- | ------------------------------- | ------------- | --- |
| Taloa                | Katarina Ziervogel              | Nem beszél    | Maya anyja. |
| Csafa                | Julia Jones                     | Eredeti hang  | Az első csótav, aki megmentette törzsét egy barlangomlásból.                                                                                          |
| Loák                 | Morningstar Angeline            | Eredeti hang  | Csótavi törzsi nő 1200-ban, aki részt vett egy csótavi stickball-játékban.                                                                            |
| Tuklo                | Dannie McCallum                 | Nem beszél    | Az első női könnyűlovas. |
| Zane                 | Andrew Howard                   | Megyeri János | A Fekete Kés kartell vezetője, aki hűséges Fiskhez.                                                                                                   |
| Clint Barton / Ronin | Jeremy Renner (archív felvétel) | Stohl András  | Egykori bosszúálló és a S.H.I.E.L.D. ügynöke. Kiváló íjász. A Thanos általi pityenés utáni öt évben álnéven rengeteg maffiózóval végzett világszerte. |

### Magyar változat
- Magyar szöveg: Gáspár Bence
- Szakértő: Aradi Gergely
- Felvevő hangmérnök: Jacsó Bence
- Vágó: Simkóné Varga Erzsébet
- Gyártásvezető: Cabello-Colini Borbála
- Keverőstúdió: Shepperton International
- Szinkronrendező: Tabák Kata
- Produkciós vezető: Hagen Péter
- Művészeti vezető: Maciej Eyman

A szinkront a Mafilm Audio Kft. készítette.

## Epizódok
| Sor. | Év. | Cím           | Rendező           | Író                                                                                           | Premier                          |
| --- | --- | ------------- | ----------------- | --------------------------------------------------------------------------------------------- | -------------------------------- |
| 1. | 1.  | Csafa (Chafa) | Sydney Freeland   | Marion Dayre, Josh Feldman, Steven P. Judd és Ken Kristensen                                  | 2024. január 9. 2024. január 10. |
| A múltban a csótavok Csafa vezetésével emberként bukkannak elő a föld alól. 2007-ben Maya Lopez és édesanyja, Taloa autóbalesetet szenved, miután bűnözők elvágták az autójuk fékjét. Miután a balesetben elveszíti a lábát és az édesanyját is, Tamahából New Yorkba költözik az apjával, Williammel, akit Chula a lánya haláláért hibáztat. William a Melegítősök parancsnoka lesz, míg munkaadója, Wilson Fisk Maya fogadott nagybátyja. Évekkel később Maya szemtanúja lesz, ahogy Clint Barton megtámadja a Melegítősöket és megöli William-et. Fisk elintézi, hogy Maya neki dolgozzon, és megígéri, hogy megtalálja William gyilkosát. Egy Fisknek végzett küldetés során Mayát megtámadja Fenegyerek. 2024 decemberében Maya találkozik Bartonnal, és miután megtudja, hogy Fisk megrendezte William halálát Barton fülest adva neki, megbosszulja apját azzal, hogy szemen lövi Fisket. Öt hónappal később visszatér Tamahába, és találkozik unokatestvérével, Nasival és nagybátyjával, Henryvel. Meggyőzi őket, hogy senki más ne tudjon a jelenlétéről. Maya megkéri Henryt, hogy segítsen neki felszámolni Fisk létesítményeit, hogy átvehesse a birodalmát, de Henry visszautasítja, mivel nem akarja veszélyeztetni a családját. Fisk, aki túlélte, egy kórházban lábadozik a sérüléséből. |     |               |                   |                                                                                               |                                  |
| 2. | 2.  | Loák (Lowak)  | Sydney Freeland   | Marion Dayre, Ken Kristensen, Josh Feldman, Steven P. Judd, Rebecca Roanhorse és Bobby Wilson | 2024. január 9. 2024. január 10. |
| Kr. u. 1200-ban, Alabamában Loák egy csótav stickball-játékban vesz részt. Amikor Lowak csapata közel áll a győzelemhez, az ellenfél kiküld egy félelmetes harcost, aki segít kiegyenlíteni az eredményt. Lowak kétségbeesetten próbálja elkerülni csapata száműzetését, ha veszítenének, és egy heves közelharc során látomást kap. Kezei izzanak, Lowak a labdával kitör a közelharcból, és bebiztosítja a győzelmet. Maya Nasi segítségét kéri egy tehervonat eltérítéséhez, amelyet Fisk emberei őriznek. Megtalál egy lőszerkonténert, és az egyik ládába házi készítésű bombát helyez el. Amikor megpróbál leszállni, a lábprotézise beszorul egy tengelykapcsolóba. Maya látomást kap az őseiről, majd sikerül kilöknie a csatlakozót, hogy kiszabadítsa a lábát, miután a kezei izzani kezdenek. A szállítmány megérkezik Fisk egyik New York-i fegyverraktárába. Zane embereket küld a láda kirakodására, ami beindítja Maya bombáját, ami elpusztítja a létesítményt. Maya később új lábprotézist kap Skully-tól, aki elárulja, hogy a Maya látomásában szereplő egyik nő Chafa, az első Choctaw volt. Henry tudomást szerez a lőszerrobbanásról, és később szembesíti Mayát, és figyelmezteti, hogy hagyja abba ezeket a támadásokat, mielőtt még a végén a hozzá közel álló embereknek ártana, de Maya ezt elhárítja. Eközben Chula hírt kap arról, hogy Maya a városban van, Bonnie pedig Nasitól értesül Maya visszatéréséről Tamahában. Maya egyikükkel sem hajlandó kapcsolatba lépni. |     |               |                   |                                                                                               |                                  |
| 3. | 3.  | Tuklo (Tuklo) | Catriona McKenzie | Ken Kristensen, Jason Gavin és Shoshannah Stern                                               | 2024. január 9. 2024. január 10. |
| Az 1800-as évek végén Tuklo az apjával, a könnyűlovasok egyikével gyakorolja a lövészetet. Annak ellenére, hogy könnyűlovas szeretne lenni, az apja neme miatt megtiltja ezt. Tuklo apja kilovagol, hogy szembeszálljon néhány helyi bűnözővel, miközben Tuklo befonja a haját, mint egy csótav harcos. Látomást kap Csafáról és Loákról, és a keze izzani kezd. A bűnözők rajtaütnek Tuklo apján, de a lány meghallja a támadást, és időben érkezik, hogy megmentse őt és a csoportját. A jelenben Skullyt meglátogatja Chula, aki arra biztatja, hogy keresse meg Mayát. Maya hirtelen látomást kap Csafáról, Loákról és Tuklóról, és Henry alkalmazottja, Vickie elfogja. Vickie-ről kiderül, hogy hűséges Fiskhez, mivel ő adta a szervezetnek a tippet Maya hollétéről. Mayát és Henry-t is túszul ejti Henry bowlingpályáján, és elfogja Bonnie-t, miután az megjelenik, hogy meglátogassa Henry-t. Zane megérkezik Mayáért, és elárulja és megöli Vickie-t. A Bonnie-val a távolléte miatti összetűzés után Maya megszökik, és megtámadja Zane végrehajtóit. Zane megfenyegeti Bonnie-t és Henry-t, és fegyvert fog Mayára, miközben arra készül, hogy lelője őt és Henry-t. Miután kap egy telefonhívást, Zane és az emberei távoznak. Maya elküldi Bonnie-t, és megígéri, hogy később kibékül vele. Maya Henrytől megtudja, hogy Fisk még mindig életben van, és Henry megígéri, hogy segít neki. Skully új külsőt ad Mayának a protéziséhez. A városból kifelé menet Maya hazatér, és szembesül Fiskkel. |     |               |                   |                                                                                               |                                  |
| 4. | 4.  | Taloa (Taloa) | Sydney Freeland   | Ken Kristensen, Josh Feldman és Chantelle M. Wells                                            | 2024. január 9. 2024. január 10. |
| 2008-ban a fiatal Mayát verbálisan bántalmazza egy fagylaltárus, aki nem érti meg, hogy miért kér fagylaltot. A feldühödött Fisk megtorlásul brutálisan megtámadja az eladót. Bár Maya szemtanúja ennek, nem mutat félelmet vagy együttérzést az árus iránt. Néhány évvel később Maya éppen Fisknek kezd el dolgozni, amikor a férfi felajánlja az utolsó leckét: csak egymásban bízhatnak. Miközben befejezik a közös vacsorát, Fisk tolmácsát elbocsátják, és hamarosan megölik. A jelenben Fisk egy kiterjesztett valóság kontaktlencsét ad Mayának, hogy tolmács nélkül is tudjanak kommunikálni. Fisk azt mondja neki, hogy átadja neki a bűnbirodalmát, ha a lány hajlandó visszatérni vele New Yorkba, és egy napot ad neki a döntésre. Maya ezt megosztja Henryvel, de hirtelen látomást kap az őseiről; a Csótav pow-wow fesztivál területén Chula ugyanezt a látomást látja. Henry elviszi Mayát Chulához, aki elmondja neki, hogy az őseik akkor segítenek nekik, amikor a legnagyobb szükségük van rá, és elmeséli egy látomását, amelyet akkor kapott, amikor Maya anyjának életet adott. Maya dühösen távozik, mivel úgy érzi, hogy Chula elhagyta őt gyermekként. Chula később egy különleges ruhadarabon kezd el dolgozni. Aznap este Maya azzal a szándékkal megy Fisk szállodájába, hogy megöli őt. Fisk elárulja neki, hogy megölte az apját, miután látta, hogy az megverte az anyját, Fisk azt mondja neki, hogy beváltja a fenyegetését, ha erre van szüksége, de ő ezt visszautasítja. Megismétli meghívását, hogy csatlakozzon hozzá New Yorkban, de másnap reggel dühösen tapasztalja, hogy Maya nélküle hagyta el Tamahát. |     |               |                   |                                                                                               |                                  |
| 5. | 5.  | Maya (Maya)   | Sydney Freeland   | Amy Rardin, Steven P. Judd, Ellen Morton és Chantelle M. Wells                                | 2024. január 9. 2024. január 10. |
| A múltban Maya egy csúzlival eltalál egy harkályt. Taloa megdorgálja Mayát, amiért ártatlan életet bántott, és izzó kezével meggyógyítja a harkályt. Később ketten visszaengedik a vadonba. A jelenben Nasi üzeni Mayának, hogy Chula és Bonnie eltűnt, és visszatér Tamahába. Gyorsan felkeresi Chula otthonát, és találkozik az anyja, Taloa látomásával. Taloa elmondja neki, hogy ő a népük örökségének megtestesítője, és hogy ez az örökség a tettein keresztül fog visszhangozni. A látomás véget ér, és feltárul Chula kész ruhája. A Csótak Powwow fesztiválon Maya megtalálja Fisket, aki elrabolta Chulát és Bonnie-t, és azzal fenyegetőzik, hogy megöli az egész családját, amiért elárulta őt. NASI egy monster truckkal ártalmatlanná teszi Fisk embereit, míg Henry megöli Zane-t. Maya megosztja csótak erejét Chulával és Bonnie-val, akik legyőzik Fisk embereit. Maya az erejét használva elviszi Fisket az anyját megverő apja emlékéhez, hogy megpróbálja gyógyítani a traumáját, és segít neki elengedni a haragját. A valóságba visszatérve a feldühödött Fisk azt követeli, hogy megtudja, mit tett vele, és elhagyja a fesztivált, mielőtt a rendőrség megérkezik. Másnap Maya elbúcsúzik a családjától, mielőtt elhagyja Tamahát. A stáblista közepén Fisk érdeklődve figyeli a New York-i polgármester-választáson az élen álló jelöltek hiányáról szóló híradót. |     |               |                   |                                                                                               |                                  |

## A sorozat készítése
2020 decemberében bejelentették, hogy Alaqua Cox megkapta a Marvel Comics karakterének, Maya Lopez / Echo szerepét a Marvel Studios Disney+ sorozatában, a Sólyomszemben (2021). 2021 márciusában a Marvel Studios már a korai fejlesztési szakaszban volt a Sólyomszem spin-offján, amelynek középpontjában Cox Lopezje állt. A 2021 novemberében megrendezett Disney+ Day eseményen hivatalosan is bejelentették a sorozatot Echo néven. 2022 májusában a Marvel Studios megerősítette Sydney Freeland-ot főrendezőként, miközben azt is bejelentette, hogy Catriona McKenzie fogja rendezni a sorozat epizódjait.

### Forgatás
A forgatás 2022. április 21-én kezdődött Atlantában. A forgatás 92 napon keresztül zajlott és 2022. augusztus 26-án fejeződött be.